# Antonio Cantisani

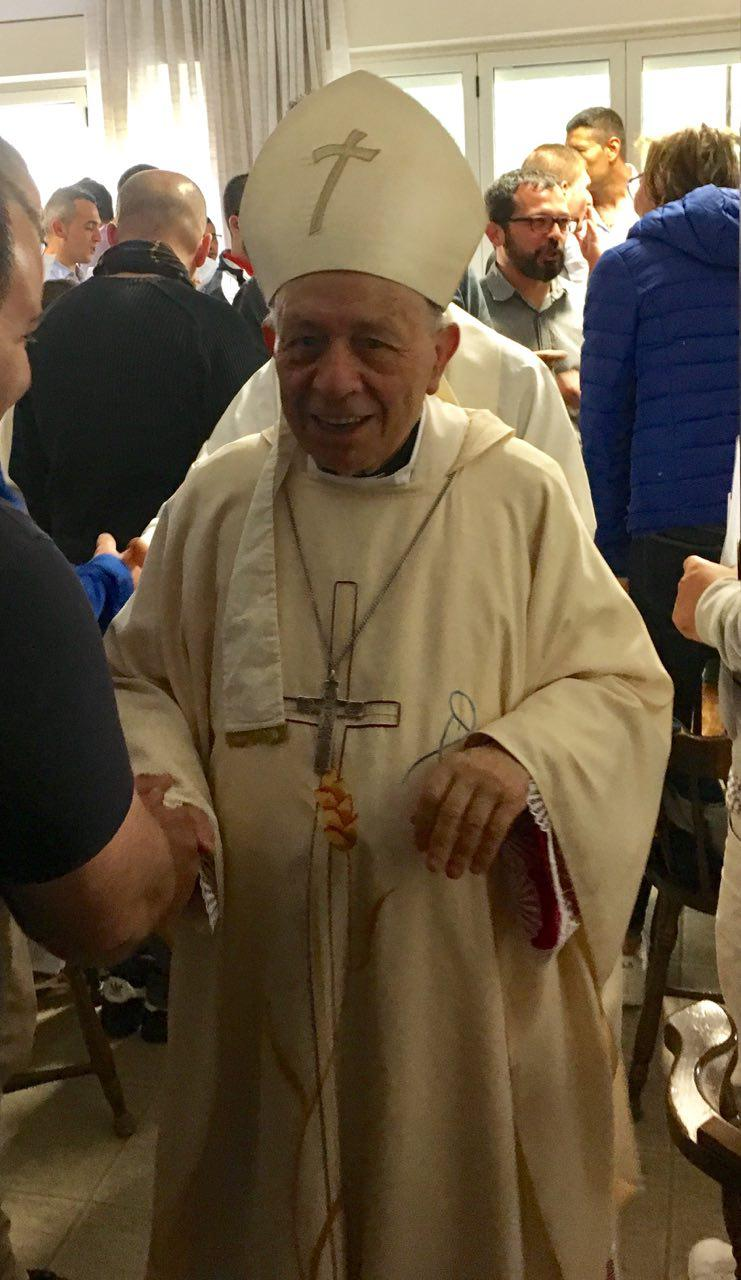
Antonio Cantisani (2017)

Antonio Cantisani (* 2. November 1926 in Lauria Superiore; † 1. Juli 2021 in Catanzaro) war ein italienischer Geistlicher und römisch-katholischer Erzbischof von Catanzaro-Squillace.

## Leben
Antonio Cantisani studierte ab Oktober 1942 Philosophie und Katholische Theologie am regionalen Katholischen Priesterseminar in Salerno. Am 16. Juni 1949 empfing er in Lauria durch den Bischof von Policastro, Federico Pezzulo, das Sakrament der Priesterweihe.
Cantisani war zunächst als Subregens am Kleinen Seminar des Bistums Policastro und als Lehrer am örtlichen Liceo tätig, bevor er 1953 Diözesankanzler und Kanoniker an der Kathedrale Santa Maria Assunta wurde. Am 28. Juni 1954 wurde er an der Päpstlichen Lateranuniversität in Rom mit der Arbeit Testimonianze di diritto e disciplina ecclesiastica nelle opere pastorali di S. Agostino („Zeugnisse des Rechts und der kirchlichen Disziplin in den pastoralen Werken des heiligen Augustinus“) im Fach Kanonisches Recht promoviert. 1956 wurde Antonio Cantisani Pfarrer in Sapri. Neben seinen Aufgaben in der Pfarrseelsorge war er von 1953 bis 1969 diözesaner Assistent der weiblichen Jugend der Katholischen Aktion und ab 1970 der gesamten Katholischen Aktion. Zudem unterrichtete er von 1953 bis 1971 Altgriechisch am Kleinen Seminar des Bistums Policastro. Ferner war Cantisani Sekretär des Pastoralrats sowie Mitglied des Priesterrats des Bistums Policastro und der Priesterkommission der Kirchenregion Kampanien. Am 17. März 1962 verlieh ihm Papst Johannes XXIII. den Ehrentitel Päpstlicher Ehrenkaplan.
Papst Paul VI. ernannte ihn am 18. November 1971 zum Erzbischof von Rossano. Der Bischof von Policastro, Federico Pezzullo, spendete ihm am 27. Dezember desselben Jahres in Sapri die Bischofsweihe; Mitkonsekratoren waren Enrico Nicodemo, Erzbischof von Bari-Canosa, und Umberto Luciano Altomare, Bischof von Diano-Teggiano. Sein Wahlspruch Evangelizo vobis gaudium magnum („Ich verkünde euch eine große Freude“) stammt aus Lk 2,10 . Die Amtseinführung erfolgte am 16. Januar 1972.
Nach der Vereinigung des Bistums Cariati mit dem Erzbistum Rossano wurde er durch Papst Johannes Paul II. am 7. April 1979 zum Erzbischof dieses neuen Erzbistums ernannt. Am 31. Juli 1980 wurde er zum Erzbischof von Catanzaro und Bischof von Squillace ernannt. Nach der Vereinigung des Bistums Squillace mit dem Erzbistum Catanzaro wurde er am 30. September 1986 zum Erzbischof dieses neuen Erzbistums ernannt. 
In der Italienischen Bischofskonferenz war Antonio Cantisani von 1982 bis 1985 Präsident der Kommission für die Migranten und den Tourismus und von 1985 bis 1995 Präsident der Kommission für die Migranten sowie ab 1987 zudem Präsident der Stiftung Migrantes. Danach wurde er Präsident der kalabrischen Bischofskonferenz. Am 17. Dezember 1990 berief ihn Johannes Paul II. zum Konsultor des Päpstlichen Rats der Seelsorge für die Migranten und Menschen unterwegs ernannt.
Am 31. Januar 2003 nahm Johannes Paul II. sein altersbedingtes Rücktrittsgesuch an. Cantisani war Autor zahlreicher theologischer, historischer und geistlicher Veröffentlichungen, zuletzt über das Erzbistum Catanzaro-Squillace.

## Ehrungen und Auszeichnungen
- Ritter des Konstantinordens[3]

## Schriften (Auswahl)
- Un tempo nel mistero della Chiesa: quindici anni di servizio pastorale nelle Diocesi di Rossano, Catanzaro e Squillace. Istituto di Scienze religiose di Catanzaro-Squillace, Catanzaro 1987, OCLC 957011879.
- „Anche voi foste stranieri“: dieci anni a servizio dei migranti. Edizioni Vivarium, Montella 1991, OCLC 749838248.
- Vescovi a Catanzaro: 1852–1918. Edizioni la rondine, Catanzaro 2008, ISBN 978-88-95418-09-4.
- La forza del sorriso: mons. Giovanni Fiorentini arcivescovo di Catanzaro e vescovo di Squillace (1919–1956). Edizioni la rondine, Catanzaro 2010, ISBN 978-88-95418-02-5.
- Vescovi a Catanzaro: 1792–1851. Edizioni la rondine, Catanzaro 2012, ISBN 978-88-903763-7-5.
- La chiesa a Catanzaro sul finire del 600: il Sinodo di mons. Sgombrini. Edizioni la rondine, Catanzaro 2013, ISBN 978-88-95418-61-2.
- Vescovi a Catanzaro: 1687–1791. Edizioni la rondine, Catanzaro 2014, ISBN 978-88-95418-55-1.
- La parola non può fermarsi: altre riflessioni di un vescovo emerito. Edizioni la rondine, Catanzaro 2015, ISBN 978-88-99135-17-1.
- Antonio Cantisani, Luigi Mariano Guzzi: Liberi per amare: l’Arcivescovo Cantisani ricorda il cardinale Martini. Edizioni la rondine, Catanzaro 2016, ISBN 978-88-99135-62-1.
- Vescovi a Catanzaro: 1582–1686. Edizioni la rondine, Catanzaro 2016, ISBN 978-88-95418-55-1.